# Ledicia Costas
Ledicia Costas Álvarez (Vigo, 19 de setembro de 1979) é uma advogada espanhola e escritora em língua galega. Obteve o Prêmio Nacional de Literatura Infantil e Juvenil em 2015 pela obra Escarlatina, a cociñeira defunta.
Segundo o júri do prêmio, trata-se de “uma obra extraordinária, humorística e rompedora no contexto da literatura infantil e juvenil actual que destaca também por sua fácil leitura, por seu humor escalofriante, e pela habilidade para desmitificar o mundo da morte”. O livro, traduzido a numerosas línguas como castelhano, catalão, inglês, coreano, búlgaro, italiano, rumano, português e persa, tem vendido 30.000 instâncias em galego e 25.000 em castelhano.
Advogada de profissão, Ledicia Costas é autora a mais de 16 livros infantis e juvenis. Em 2019 publicou sua primeira novela para adultos, Infamia, inspirada no caso do assassinato de Marta del Castillo. A novela está protagonizada por Emma Cruz, uma advogada e professora de Direito que vai a uma localidade imaginária de Galiza para pesquisar o desaparecimento de duas irmãs.

## Obra

### Poesia
- Ultraluz (2022). Arte de Trobar. Centro PEN Galicia. 66  pp. ISBN 978-84-09-45310-8. (2023). Vigo: Xerais. 72 páxs. ISBN 978-84-1110-431-9.

### Literatura infantil e juvenil
- Unha estrela no vento (2000). Xerais. 224 pp. ISBN 978-84-8302-481-2. ePub: ISBN 978-84-9914-867-0.
- O corazón de Xúpiter (2012). Xerais. 224  pp. ISBN 978-84-9914-433-7. ePub: ISBN 978-84-9914-586-0.
- Xardín de inverno (2012). Everest Galicia, poesía. 64  pp. ISBN 978-8440311894.
- Recinto Gris (2014). Xerais. 160  pp. ISBN 978-84-9914-608-9. ePub: ISBN 978-84-9914-548-8.
- Escarlatina, A cociñeira defunta (2014). Xerais. Ilust. de Víctor Rivas. 176  pp. ISBN 978-84-9914-739-0. ePub: ISBN 978-84-9914-742-0.
  - Em português: Escarlatina a cozinheira-cadáver (2021). Kalandraka. ISBN 978-989-749-151-1.
- Inmundicia e Roñoso (2015). Tambre. Ilust. de Laura Catalán. 39  pp. ISBN 9788490460818.
- Esmeraldina, a pequena defunta (2016). Xerais. Ilust. de Víctor Rivas. 224  pp. ISBN 978-84-9914-999-8. ePub: ISBN 978-84-9914-988-2.
  - Em português: Esmeraldina a pequena fantasma (2021). Kalandraka. ISBN 978-989-749-152-8.
- As peripecias de Estravaganzza Pérez (2016). Xerais. Ilust. de Óscar Villán. 200  pp. ISBN 978-84-9121-312-3. ePub: ISBN 978-84-9121-317-8.
- Jules Verne e a vida secreta das mulleres planta (2016). Xerais. 248  pp. ISBN 978-84-9121-070-2. ePub: ISBN 978-84-9121-065-8.
- Os arquivos secretos de Escarlatina (2017). Xerais. Ilust. de Víctor Rivas. 64  pp. ISBN 978-84-9121-309-3.
- A balada dos unicornios (2018). Xerais. 192  pp. ISBN 978-84-9121-405-2. ePub: ISBN 978-84-9121-441-0.
- Conexión Macarrón (2019). Xerais, Merlín. Ilust. de Laura Suárez. 40  pp. ISBN 978-84-9121-588-2. ePub: ISBN 978-84-9121-595-0.
- Vampira de biblioteca (2020). Xerais. Ilust. de Víctor Rivas. 136  pp. ISBN 978-84-9121-651-3>.
- O neno de lume (2022). Xerais, Merlín. 168 páxs. ISBN 978-84-1110-084-7. ePub: ISBN 978-84-1110-078-6.
- A lebre mecánica (2022). Xerais, Fóra de Xogo. 186  pp. ISBN 978-84-1110-149-3. ePub: ISBN 978-84-1110-184-4.

#### A señorita Bubble
- A señorita Bubble (2017). Xerais. Ilust. de Andrés Meixide. 168  pp. ISBN 978-84-9121-254-6. ePub: ISBN 978-84-9121-257-7.
- A Señorita Bubble. Baixo cero (2020). Xerais, Sopa de libros. 128  pp. ISBN 978-84-9121-763-3. ePub: ISBN 978-84-9121-769-5.
- A Señorita Bubble. Deus salve as raíñas (2023). Xerais, Sopa de libros. Ilust. de Andrés Meixide. 128  pp. ISBN 9788411102599. ePub: ISBN 978-84-1110-269-8.

#### Os Minimortos
- Benvido ao Outro Barrio. Os Minimortos (2020). Xerais, Sopa de libros. Ilust. de Mar Villar. 56  pp. ISBN 978-84-9121-697-1. ePub: ISBN 978-84-9121-789-3.
- Criando malvas. Os Minimortos (2021). Xerais, Sopa de libros. Ilust. de Mar Villar. 56  pp. ISBN 978-84-9121-727-5. ePub: ISBN 978-84-9121-786-2.
- Escola de salvaxes. Os Minimortos (2021). Xerais. Sopa de libros. Ilust. de Mar Villar. 56  pp. ISBN 978-84-9121-907-1. ePub: ISBN 978-84-9121-922-4.
- O día dos vivos. Os Minimortos (2021). Xerais. Sopa de libros. Ilust. de Mar Villar. 56  pp. ISBN 978-84-9121-989-7. ePub: ISBN 978-84-9121-996-5.
- Ai, que risa! (2022). Xerais. Sopa de libros. Ilust. de Mar Villar. 56  pp. ISBN 978-84-1110-145-5. ePub: ISBN 978-84-1110-163-9.

#### Curriño
- Curriño. Benvido ao equipo (2024). Xerais. Ilus. de Mili Koey. 74 págs. ISBN 978-84-1110-535-4. ePub: ISBN 978-84-1110-544-6.
- Curriño. O can influencer (2024). Xerais. Ilus. de Mili Koey. 74 págs. ISBN 978-84-1110-534-7. ePub: ISBN 978-84-1110-543-9.

### Álbum ilustrado
- Sete dentes de león (2023). Ilustracións de David Sierra. Xerais. 40 páxs. ISBN 978-84-1110-406-7.[8]

### Narrativa adultos
- Un animal chamado néboa (2015). Xerais. 200 pp. ISBN 978-84-9914-873-1. ePub: ISBN 978-84-9914-866-3.
- Infamia (2019). Xerais. 272 pp. ISBN 978-84-9121-536-3. ePub: ISBN 978-84-9121-537-0>.
- Golpes de luz (2021). Xerais. 288 pp. ISBN 978-84-1110-036-6. ePub: ISBN 978-84-1110-042-7.
- Pel de cordeiro (2024). Xerais. 344 pp. ISBN 978-84-1110-540-8. ePub: ISBN 978-84-1110-541-5.

### Com Pere Tobaruela
- Desaparizión (2011). Everest Galicia. Ilustrado por Andrés Meixide. ISBN 9788440311795.
- Mortos de Ningures (2011). Everest Galicia. Ilustrado por Andrés Meixide. ISBN 9788440311788.
- Letras de xeo (2012). Everest Galicia. Ilustrado por Andrés Meixide. ISBN 9788440312150.
- Ouro Negro (2013). Everest Galicia. Ilustrado por Andrés Meixide. ISBN 9788440312198.

### Livros colectivos
- Narradoras (2000). Xerais, narrativa.
- Isto é un poema e hai xente detrás (2007). Espiral Maior.
- Premios de Poesía, Relato Curto e Tradución da Universidade de Vigo (2007). Xerais.
- Letras novas (2008). Asociación de Escritores en Lingua Galega.
- Pel con pel (2010). Galaxia.
- Premios de Poesía, Relato Curto e Tradución da Universidade de Vigo (2010). Xerais.
- Urbano. Homenaxe a Urbano Lugrís (2011). A Nave das Ideas.
- Certame de narración breve Modesto R. Figueiredo Premios Pedrón de Ouro 2010 e 2011 (2012). Toxosoutos.
- O libro dos Reis Magos (2012). Editorial Galaxia e Xunta de Galicia.
- Versus cianuro. Poemas contra a mina de ouro de Corcoesto (2013). A. C. Caldeirón.
- Xabarín 18 (2013). EEI Monte da Guía/Concello de Vigo/Galaxia.
- 150 Cantares para Rosalía de Castro (2015). libro electrónico.
- 6 poemas 6. Homenaxe a Federico García Lorca (2015). Biblos Clube de Lectores. Poesia.
- Caramomia (2023). Vigo: Xerais. Con María Lado, Daniel Landesa, O Hematocrítico. Ilustrador/a: Martín Romero.

## Prêmios
- 1º Prêmio de relato da Universidade de Vigo em 2010.
- Accésit no Prêmio Modesto R. Figueiredo do 2011, por Frio azul.
- Prêmio Ánxel Casal da Associação Galega de Editores ao melhor livro infantil e juvenil de 2012, por O coração de Xúpiter.
- Accésit no Prêmio Miguel González Garcés de 2012, por Satén.
- Prêmio AELG à melhor obra de literatura infanto-juvenil de 2012, por O coração de Xúpiter.
- XXIX edição do Prêmio Merlín de Literatura Infantil de 2014 por Escarlatina a cociñeira defunta.
- Prêmio Fervenzas Literárias ao melhor livro de literatura infantil de 2014, por Escarlatina, a cociñeira defunta.
- Prêmio Xosé Neira Vilas da Associação Galega de Editores ao melhor livro infantil e juvenil de 2014, por Escarlatina, a cociñeira defunta.
- Prêmio Nacional de Literatura infantil e juvenil de Espanha em 2015, por Escarlatina, a cociñeira defunta.
- Prêmio Lazarillo de Criação Literária em 2015, por Jules Verne e a vida secreta das Femmes Plante.
- Prêmio Fervenzas Literárias à autora do ano 2015.
- Prêmio Antón Losada Diéguez de Criação literária em 2016, por Um animal chamado néboa.
- Prêmio dos Clubs de Leitura de Galiza de 2016.
- Lista White Ravens por "Verne e a vida secreta das mulheres planta".
- Viguesa distinta em 2018.
- Ganhadora Prêmio Lazarillo com A balada dos unicornios em 2017.
-Medalha Castelao, 2023.